# Остров Рудольфа (полярная станция)
Полярная станция «Остров Рудольфа» — полярная станция на острове Рудольфа, архипелага Земля Франца-Иосифа. Располагается на мысе Столбовой, в бухте Теплиц. Действовала с 1932 по 1995 годы (с перерывами).

## История
Метеорологическая станция на острове Рудольфа была открыта летом 1932 года в рамках программы второго Международного полярного года. На первую зимовку остались 4 человека во главе с Филиппом Ивановичом Балабиным. Через год станцию законсервировали.
Вновь работы продолжились летом 1936 года. В 1936 году на острове была создана база первой советской воздушной экспедиции на Северный полюс. Вблизи станции и на ледяном куполе острова были построены аэродромы. Оттуда в мае 1937 года четыре тяжёлых четырёхмоторных самолёта АНТ-6 доставили папанинцев на Северный полюс.
В период с апреля 1942 года до 1947 года вновь была законсервирована. Последний период работы станции с 1947 по 1995 годы.

## Начальники полярной станции
- 1932 Балабин, Филипп Иванович
- 1933 Либин, Яков Соломонович

## Станция в наше время
В 2010 году принято решение о проведении арктической уборки, в том числе на территории станции на острове Рудольфа. Планируется, что ликвидация экологического ущерба на острове Рудольфа будет проводиться в ручном режиме.